# Caramel (chanson)
Pour les articles homonymes, voir Caramel (homonymie).
Singles de Booba
Vaisseau mère
(2011) Tombé pour elle
(2012)
Caramel est une chanson du rappeur français Booba extrait de son sixième album studio, Futur (2012). La chanson est sortie en tant que premier single de l'album le 22 septembre 2012 sous le label Universal Music. Le « caramel » désigne l'argent gagné malhonnêtement, c'est-à-dire par le trafic et le crime.

## Clip
Caramel entre à la 10e place du hit-parade français la semaine du 17 septembre. Le clip vidéo sort le 21 septembre 2012. Le site Chartsinfrance.net décrit le clip de la façon suivante : « Tourné dans une atmosphère très dorée, le clip joue à fond sur tous les codes visuels du rap, que Booba évoque également dans les paroles. « Tu l'as dans ton pe-cli, je l'ai dans mon parking », lance par exemple le rappeur à propos d'une voiture de luxe tandis que des femmes très peu vêtues s'aventurent dans le décor, pendant que le rappeur déverse son flow torse nu, une grosse chaîne en or autour du cou ». Le clip a été visionné plus de 27 millions de fois depuis son lancement.

## Classement hebdomadaire
| Classement (2012)                       | Meilleure position |
| --------------------------------------- | ------------------ |
| Belgique (Wallonie Ultratop 50 Singles) | 42                 |
| France (SNEP)                           | 10                 |